# Estación de Badules
Badules es un apeadero ferroviario con parada facultativa situado en el municipio español homónimo en la provincia de Zaragoza, comunidad autónoma de Aragón. Cuenta con servicios de media distancia operados por Renfe. 

## Situación ferroviaria
Está situada en el pk 38,2 de la línea 610 de la red ferroviaria española que une Zaragoza con Sagunto por Teruel, entre las estaciones de Villadoz y de Villahermosa. El kilometraje se corresponde con el histórico trazado entre Zaragoza y Caminreal tomando esta última como punto de partida.
El tramo es de vía única y está sin electrificar. Se halla a 921 m de altitud.

## Historia
La estación fue puesta en servicio el 2 de abril de 1933 con la apertura de la línea Caminreal-Zaragoza. Las obras corrieron a cargo de la Compañía del Ferrocarril Central de Aragón que con esta construcción dotaba de un ramal a su línea principal entre Calatayud y el Mediterráneo que vía Zaragoza podía enlazar con el ferrocarril a Canfranc de forma directa.
En 1941, con la nacionalización de la totalidad de la red ferroviaria española la estación pasó a ser gestionada por RENFE.
Desde el 31 de diciembre de 2004 Renfe Operadora explota la línea mientras que Adif es la titular de las instalaciones ferroviarias.

## La estación

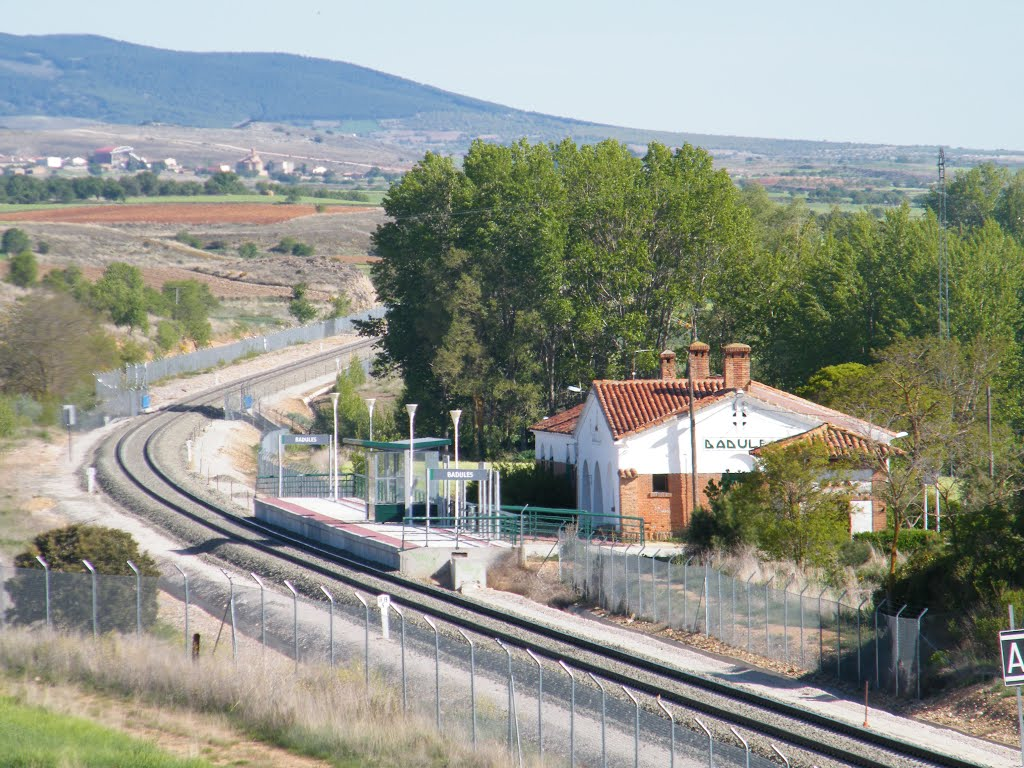
La estación de Badules en marzo de 2020, tras su renovación.

La estación sufrió una reforma por parte de Adif en un intento de modernizarla. Fundamentalmente, se adaptó la estación para usuarios con discapacidad y se recreció el andén. Se instaló un refugio acristalado y una pequeña marquesina, todo ello con bancos de madera que vinieron a sustituir a los de hormigón, más incómodos. También se instalaron cuatro puntos de luz. En cuanto al edificio principal se adecentó fachada y tejado, aunque sigue cerrado a los usuarios.
Cuenta con una única vía y un andén. Éste es de reducida longitud, estando la estación en curva casi inapreciable. No cuenta con un aparcamiento adecentado, aunque se puede dejar un coche o dos en la losa de hormigón en que acaba la calle que conduce a la estación, situándose a pocos metros de la población.

## Servicios ferroviarios

### Media distancia
En esta estación efectúan parada el Regional de la serie 596 que une Zaragoza con Teruel y un MD del modelo S-599 que une Zaragoza con Valencia, ambos tipos de tren son diésel.
| Línea MD | Trenes   | Origen/Destino      |  | Destino/Origen |
| -------- | -------- | ------------------- |  | -------------- |
| 49       | MD       | Zaragoza-Miraflores |  | Valencia-Norte |
| 49       | Regional | Zaragoza-Delicias   |  | Teruel         |